# Saint-Léonard, Valais
Saint-Léonard (frankoprovensalska: Sent-Léonârd) är en ort och kommun i distriktet Sierre i kantonen Valais, Schweiz. Kommunen har 2 613 invånare (2023).
I kommunen finns Saint-Léonards underjordiska sjö.